# Hell Creek-formatie

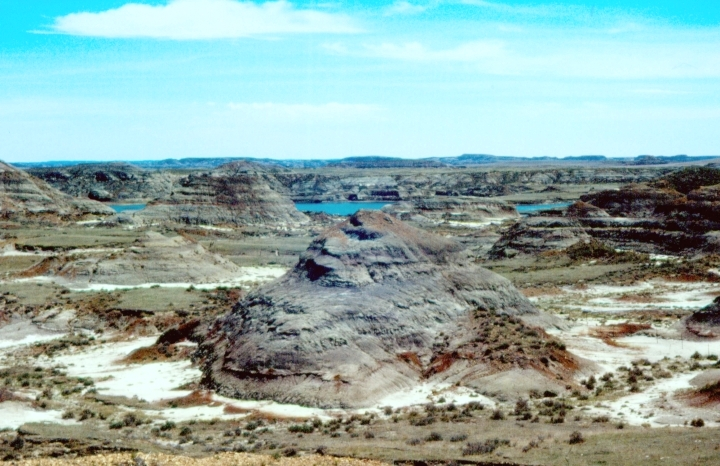
De Hell Creek-formatie nabij Ft. Peck Reservoir in Montana

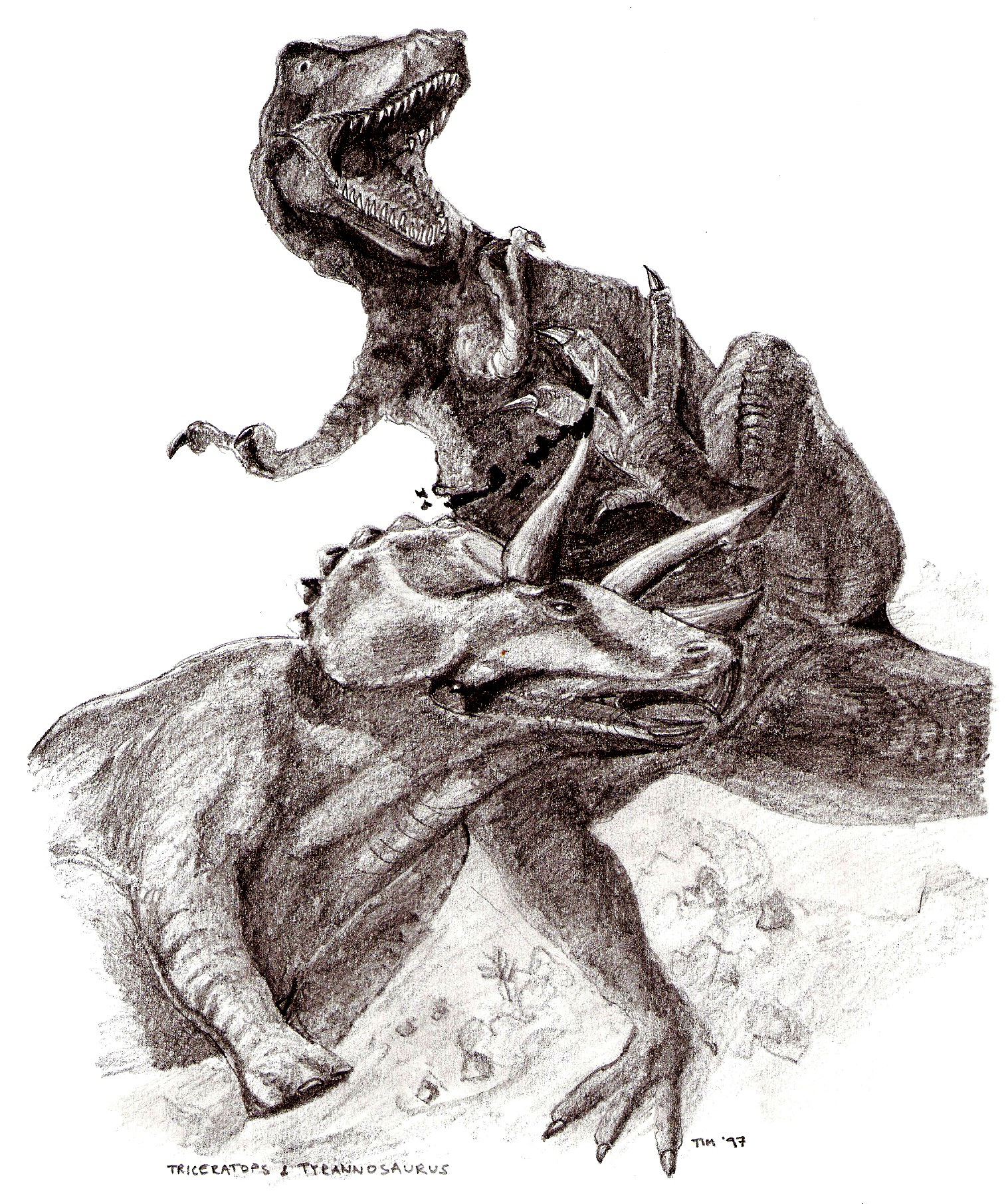
Triceratops in gevecht met Tyrannosaurus, twee bekende dinosauriërs uit de Hell Creek-formatie.

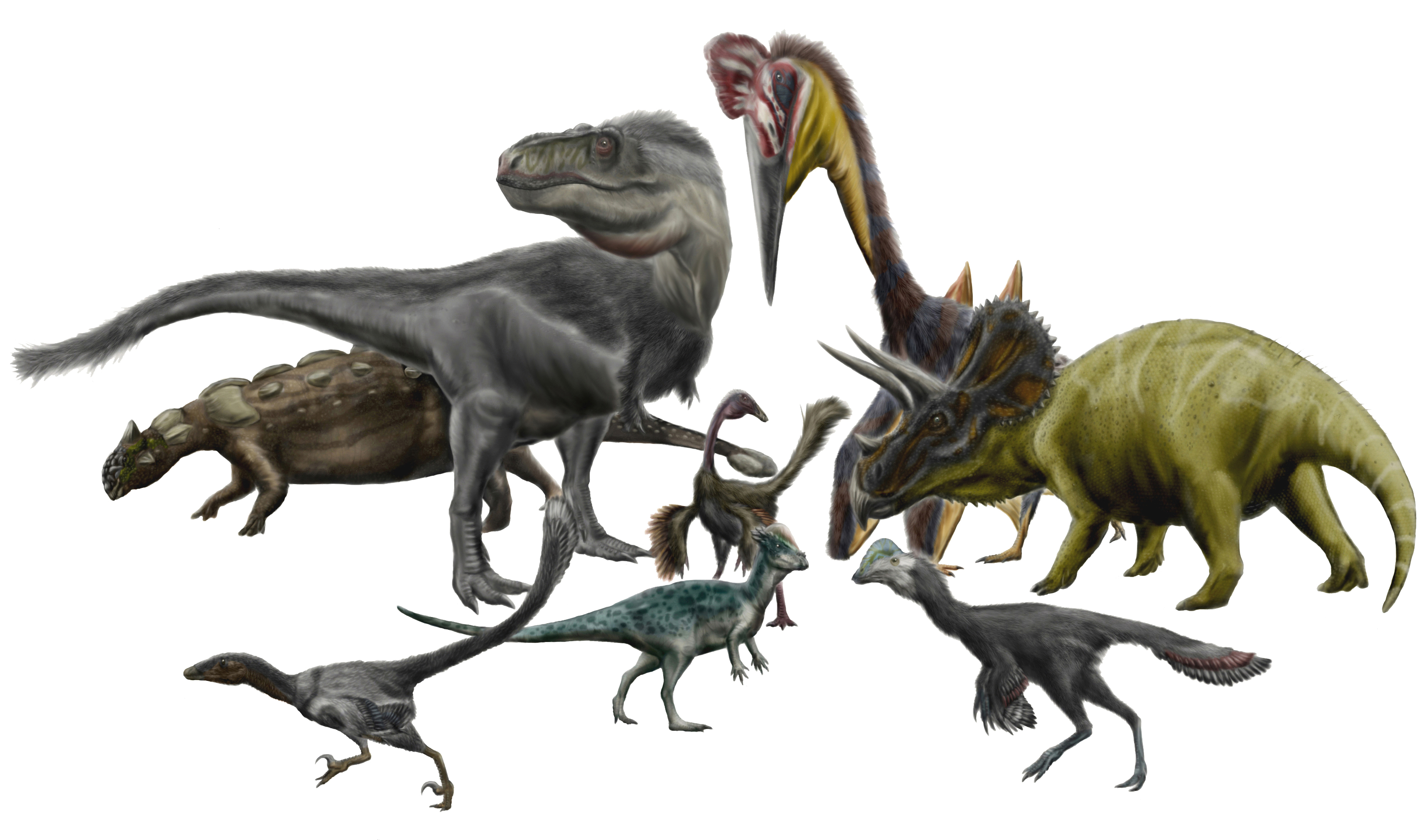
Fauna uit de Hell Creek-formatie.

De Hell Creek-formatie  is een geologische formatie in de Verenigde Staten die afzettingen uit het Laat-Krijt (Laat-Maastrichtien) en Vroeg-Paleoceen omvat. Het is de vindplaats van fossielen van wereldberoemde dinosauriërs zoals Tyrannosaurus, Triceratops en Ankylosaurus.

## Locatie
De Hell Creek-formatie  bevindt zich in Montana en delen van North Dakota, South Dakota en Wyoming. De formatie is afgezet aan de oostelijke rand van Laramidia nabij de Western Interior Seaway, een binnenzee die in het Krijt het huidige Noord-Amerika in twee continenten verdeelde. Er heerste een subtropisch klimaat in het gebied.

## Fauna
De Hell Creek-formatie  geeft een indruk hoe het leven op Aarde eruitzag in de laatste duizenden jaren van het Mesozoïcum in de periode voorafgaand aan de Krijt-Paleogeen-massa-extinctie. De Lance-formatie in Wyoming, de Scollard-formatie in Alberta en de Frenchman-formatie in Saskatchewan leveren een fauna op die vergelijkbaar is met die van de Hell Creek-formatie. Alle formaties dateren uit het Laat-Maastrichtien.
De fossielen uit de Hell Creek-formatie  laten een duidelijk abrupt einde zien van het voorkomen van onder meer de dinosauriërs. Onderzoek door paleontologen in 1996 op basis van de fossielen uit de Hell Creek-formatie heeft aan het licht gebracht hoe de verschillende diergroepen de Krijt-Paleogeen-massa-extinctie doorkwamen. Alle dinosauriërs, pterosauriërs en haaien verdwenen in het gebied. De placentaire zoogdieren liepen zo goed als geen schade op, maar de multituberculaten stierven voor 50% uit en de buideldieren zelfs voor 80%. Het sterftecijfer onder de verschillende soorten dieren kan op andere plaatsen hoger of lager hebben gelegen, maar het is duidelijk dat de placentaire zoogdieren de grote winnaars waren.

### Zoogdieren
De zoogdieren werden door drie groepen vertegenwoordigd in de Hell Creek-formatie : de Eutheria, de Metatheria en de Multituberculata. Tot de Eutheria uit deze formatie behoren de geslachten Batodon, Cimolestes en Gypsonictops. Deze drie genera eutheriën werden voorheen tot de Insectivora gerekend, maar hun precieze plaats in de classificatie van de Eutheria is momenteel onduidelijk. Altacreodus is de oudst bekende vorm uit de Ferae, die onder meer de carnivoren omvat. Ook Purgatorius, beschouwd als de voorouder van de primaten, en Protungulatum, de oudst bekende condylarth, zijn gevonden in de Hell Creek-formatie, maar hun resten zijn waarschijnlijk een contaminatie vanuit Paleoceense afzettingen. Alle eutheriën waren ratachtige dieren, variërend in grootte van een kleine spitsmuis (Batodon) tot het formaat van een marmot (Altacreodus). De geslachten Alphadon, Didelphodon, Glasbius, Pediomys, Protalphodon en Turgidodon vertegenwoordigden de Metatheria. De multituberculaten uit de Hell Creek-formatie zijn Cimexomys, Cimolodon, Cimolomys, Essonodon, Meniscoessus, Mesodma, Neoplagiaulax en Paracimexomys.

### Dinosauriërs
De dinosauriërs zijn de bekendste dieren uit de Hell Creek-formatie. Fossielen van dertien geslachten uit de Ornithischia zijn inmiddels gevonden: Ankylosaurus (Ankylosauridae), Edmontonia (Nodosauridae), Edmontosaurus, Anatotitan (Hadrosauridae), Thescelosaurus (Hypsilophodontidae), Pachycephalosaurus, Sphaerotholus, Stegoceras, Stygimoloch, Dracorex (Pachycephalosauridae), Leptoceratops, Torosaurus en Triceratops (Ceratopia). De Saurischia en de vogels werden vertegenwoordigd door de geslachten Caenagnathus, Chirostenotes, Elmisaurus (Oviraptorosauria), Ornithomimus, Struthiomimus (Ornithomimidae), Tyrannosaurus, Nanotyrannus, Albertosaurus (Tyrannosauridae), Troodon (Troodontidae), Dromaeosaurus, Saurornitholestes, Richardoestesia (Dromaeosauridae), Avisaurus (Enantiornithes) en Cimolopteryx (Charadriiformes). Daarnaast is ook een niet verder te classificeren vogel uit de Hesperornithiformes gevonden in de Hell Creek-formatie. De reusachtige Quetzalcoatlus northropi is de enige bekende pterosauriër uit de Hell Creek-formatie. Borealosuchus, Brachychampsa, Leidyosuchus en Thoracosaurus zijn de krokodilachtigen die bekend zijn uit deze formatie.

### Overige dieren
Ook fossielen van Champsosaurus zijn gevonden in de Hell Creek-formatie. Verder zijn in de Hell Creek-formatie fossielen gevonden van schildpadden, hagedissen (waaronder Palaeosaniwa met het formaat van een varaan), kikkers, salamanders, haaien, roggen en beenvissen zoals steuren en beensnoeken.

## Tanis
Onderzoeken sinds 2014 op de Tanis-locatie hebben veel informatie opgeleverd over de periode van de Krijt-Paleogeengrens. Dit onderdeel van Hell Creek-formatie is afgezet direct volgend op de inslag van de Chicxulub-planetoïde en het geldt als een Lagerstätte die de enige bekende massale verzameling van gewervelden die door de inslag zijn gestorven omvat. Uit verschillende gegevens, onder meer van fossiele vissen, eendagsvliegen en waterplanten, blijkt dat het Krijt ten einde kwam in het einde van de lente of het begin van de zomer.
In de kieuwen van steuren en lepelsteuren werden tektieten, kleine glasachtige bolletjes, gevonden. Het zijn gesmolten steentjes die uit de inslagkrater werden weggeschoten, in de lucht verglaasden en binnen driekwartier tot paar duizend kilometer verder neerkwamen. Dat deze bolletjes alleen in de kieuwen van de vissen zaten, betekent dat de dieren ze nog net voor ze stierven hebben ingeademd. De Tanis-locatie werd minder dan een uur na de inslag bedolven onder puin, veroorzaakt door seismische golven die zich snel door de landmassa's kunnen verplaatsen en in dit geval drieduizend kilometer verder in het noordelijk deel van de toenmalige Western Interior Seaway tot vloedgolven hebben geleid. Deze vloedgolven maakten enorme hoeveelheden sediment los, die vervolgens neerkwamen samen met de planten en dieren die de golven op hun weg tegenkwamen. De locatie werd door de vloedgolven bedekt door zand en klei. De Tanis-locatie puilt zo uit van resten van dinosauriërs, pterosauriërs, zoogdieren, vissen, insecten en planten van kort na de inslag. Ook zeedieren zijn door de vloedgolven op de Tanis-locatie terechtgekomen met fossielen van ammonieten, mariene vissen en mosasauriërs. Fossielen van vrijwel alle bekende groepen uit de Hell Creek-formatie, waaronder beenderen, weke-delen, veren en voetsporen in dezelfde klei-afzettingen waarin de fossielen van de steuren zijn gevonden, wijzen op een rijke en taxonomisch diverse gemeenschap van dinosauriërs in westelijk Noord-Amerika direct voorafgaand aan de impact.
Op de Tanis-locatie is ook een fossiel hol met verspreid botten van een zoogdier gevonden, het eerste directe bewijs van aanpassingsgedrag van zoogdieren direct na de Krijt-Paleogeengrens. Het hol loopt door een aardlaag die afgezet is direct na de inslag en het is gevuld met pollen van planten die typisch zijn voor de Hell Creek-formatie. Dit betekent dat het hol is uitgegraven en verlaten zeer kort na de inslag, voor de verandering in flora. Het hol bestaat uit een lange, nauwe ingangstunnel en meerdere simpele flesvormige kamers. De botten wijzen op een middelgroot marterachtig zoogdier van ongeveer 1-2 kg behorend tot de Cimolestidae.

## Bug Creek
Bug Creek omvat het bovenste deel van de Hell Creek- en het onderste deel van de Tullock-formatie. Op deze locatie is een problematische verzameling van fossielen gevonden zowel dinosauriërs en zoogdieren die typisch zijn voor het Maastrichtien als zoogdieren uit het Puercan. Deze onduidelijkheid over de biostratigrafie wordt het "Bug Creek-probleem" genoemd. Inmiddels is aangetoond dat Bug Creek is afgezet in een gebied waar grote kanalen door oudere sedimenten sneden. De bijzondere samenstelling van de fossielen ontstond doordat oudere sedimenten met fossielen uit het Maastrichtien zich ophoopten in deze kanalen.